# Лю Цань
Лю Цань (кит. трад. 劉粲, упр. 刘粲, пиньинь Líu Càn, ?-318), взрослое имя Шигуан (士光), посмертное имя (данное Цзинь Чжуном) Инь-ди (隱帝) — последний император хуннского государства Северная Хань.

## Биография
Лю Цань был сыном Лю Цуна от первой жены. Когда в 310 году Лю Цун стал императором, то Лю Цань получил титул Хэнэй-ван (河內王), и получил под командование войска, став одним из основных полководцев во время царствования Лю Цуна.
Постепенно Лю Цань приобретал всё больше власти, и в 314 году стал главным министром и главным полководцем, получив при этом титул Цзинь-ван (晉王). Осенью 317 года он был объявлен наследником престола.
В 318 году Лю Цун умер, и Лю Цань занял трон. Его главным и единственным советником был тесть Цзинь Чжунь, который использовал своё положение для того, чтобы побудить нового правителя избавиться от опеки и советов братьев. Вскоре братья императора были казнены по обвинению в кутежах и пренебрежении своими обязанностями, и фактическая власть в стране оказалась в руках Цзинь Чжуня.
Тем временем Лю Цань, в соответствии с обычаями хуннов, стал посещать юных наложниц своего отца. Цзинь Чжунь воспользовался этим, чтобы восстановить служащих при дворе китайцев против «варвара, живущего с собственными матерями». С группой заговорщиков Цзинь Чжунь ворвался в покои Лю Цаня и зарезал императора, пробывшего на троне немногим более месяца. После этого на рыночной площади были казнены все родственники Лю Цуна без различия пола и возраста, трупы Лю Юаня и Лю Цуна были вырыты из могил и обезглавлены, а храм предков рода Лю — сожжён.
Узнав о произошедшем, на столичный Пинъян двинул свои войска Ши Лэ, а на западе империи новым императором объявил себя Лю Яо. Поскольку царствующий дом был полностью истреблён, Лю Яо изменил название государства с «Хань» на «Чжао».

## Девизы правления
- Ханьчан (漢昌 Hànchāng) 318